# Берестнев, Валентин Борисович
Валентин Борисович Берестнев (род. 22 ноября 1961, Николаев) — советский баскетболист и украинский баскетбольный тренер. Заслуженный тренер Украины. Главный тренер баскетбольной сборной Украины

## Биография
Родился 22 ноября 1961 года в Николаеве. В 1984 году окончил Национальный университет кораблестроения имени адмирала Макарова, в 1995 году — факультет физического воспитания Николаевского государственного педагогического института.
10 лет играл за николаевский «Спартак» и Николаевский кораблестроительный институт в амплуа «защитник».
В 1988 году перешёл на тренерскую работу, с 1995 года — главный тренер МБК «Николаев».
В сезоне 1997/98 николаевцы под его руководством завоевали бронзовые медали чемпионата Украины.
C 1997 по 2008 год Валентин Берестнев возглавлял молодёжную и национальную сборные Украины.
В 1998 году признан «Человеком года города Николаева».